# Transdisciplinaritate
Transdisciplinaritatea este o direcție de cercetare care depășește granițele disciplinelor academice și creează o abordare holistică. Finalitatea ei este înțelegerea lumii prezente, unul din imperativele sale fiind unitatea cunoașterii. În prezența mai multor niveluri de Realitate, spațiul dintre discipline și de dincolo de discipline este plin de informație.

## Origine
Termenul de transdisciplinaritate a apărut la începutul anilor 1970, în lucrările unor cercetători precum psihologul Jean Piaget, filosoful și sociologul francez Edgar Morin sau astrofizicianul Erich Jantsch.
La un colocviu dedicat interdisciplinarității organizat la Nisa, Jean Piaget a dezvoltat semnificația termenului de la „înăuntrul disciplinelor” la „dincolo de discipline”, iar în 1985, Basarab Nicolescu a unificat aceste definiții pornind de la prefixul trans- și a afirmat că transdisciplinaritatea înglobează ceea ce se află în același timp și între discipline, și înăuntrul diverselor discipline, și dincolo de orice disciplină. Termenul este înrudit ca semnificație cu alte trei concepte, însă nu trebuie confundat cu acestea: (mono)disciplinaritate, pluridisciplinaritate și interdisciplinaritate.
Transdisciplinaritatea este radical deosebită de multidisciplinaritate și interdisciplinaritate prin finalitatea sa - înțelegerea lumii prezente -, finalitate ce nu se poate înscrie în cercetarea disciplinară. Finalitatea multidisciplinarității și interdisciplinarității este întotdeauna cercetarea disciplinară. Dacă transdisciplinaritatea este atât de frecvent confundată cu interdisciplinaritatea și multidisciplinaritatea (cum de altfel și interdisciplinaritatea este deseori confundată cu multidisciplinaritatea), aceasta se explică în cea mai mare parte prin faptul că toate trei debordează limitele disciplinelor. Această confuzie este foarte nocivă în măsura în care ea ocultează finalitățile diferite ale acestor trei moduri de abordare a cunoașterii.

## Concepte de bază
Cercetarea disciplinară se referă cel mult la unul și același nivel de Realitate; de altfel, cel mai adesea, ea se referă doar la fragmente ale unuia și aceluiași nivel de Realitate. În schimb, transdisciplinaritatea se preocupă de dinamica provocată de acțiunea simultană a mai multor niveluri de Realitate. Descoperirea acestei dinamici trece în mod necesar prin cunoașterea disciplinară. Transdisciplinaritatea, fără a fi o nouă disciplină ori o nouă super-disciplină, se nutrește din cercetarea disciplinară care, la rândul său, este limpezită într-o manieră nouă și fertilă de cunoașterea transdisciplinară. În acest sens, cercetările disciplinare și transdisciplinare nu sunt antagoniste, ci complementare.
Basarab Nicolescu a avut un rol fundamental în afirmarea conceptului de transdisciplinaritate și o definește prin trei postulate metodologice: nivelurile de Realitate, logica terțului inclus și complexitatea. Potrivit lui, apariția transdisciplinarității este strâns legată de declinul civilizațiilor și o percepe ca pe o „viziune actuală asupra lumii”.
Transdisciplinaritatea are trei elemente definitorii:
- existența mai multor niveluri de realitate și a mai multor niveluri de percepție (care permit o viziune unificatoare a realității, fără a ajunge vreodată să o epuizeze complet);
- logica terțului inclus (care susține că se poate afirma în același timp validitatea unui lucru și contrariul său):
- principiul complexității (cu exemple din fizică și cosmologia cuantică).

## Studiul transdisciplinarității
Transdisciplinaritatea a devenit un concept recunoscut la nivel mondial. A fost înființat un Grup de Reflecție asupra transdisciplinarității pe lângă UNESCO și un Centru Internațional de Cercetare și Studii Transdisciplinare (CIRET) în 1987. De asemenea, la primul Congres Mondial al Transdisciplinarității organizat în Portugalia în noiembrie 1994, a fost adoptată Carta Transdisciplinarității. Basarab Nicolescu este, alături de scriitorul, filosoful și istoricul de artă elvețian René Berger, cofondator al Grupului de Reflecție de pe lângă UNESCO. În plus, este și președinte fondator al CIRET și fondator și director al colecției „Transdisciplinarité” de la Éditions du Rocher.
Cele patru lucrări fundamentale pentru cercetările transdisciplinare sunt cărțile lui Basarab Nicolescu: Noi, particula și lumea (1985), Teoreme poetice (1994), Trandisciplinaritatea. Manifest (1996) și Rădăcinile libertății (scrisă împreună cu Michel Camus în 2001).